# توماس دبلیو. تامپسون
توماس دبلیو. تامپسون (به انگلیسی: Thomas Weston Thompson) سناتور سابق عضو حزب فدرالیست (آمریکا) بود. وی در سال ۱۸۱۴ تا ۱۸۱۷ میلادی سناتور ایالت نیوهمپشایر در سنای ایالات متحده آمریکا بود.